# Eudyptes
Eudyptes este un gen de pinguini.